# 克莉絲·克里莫斯與莉莎娜·福倫死亡案

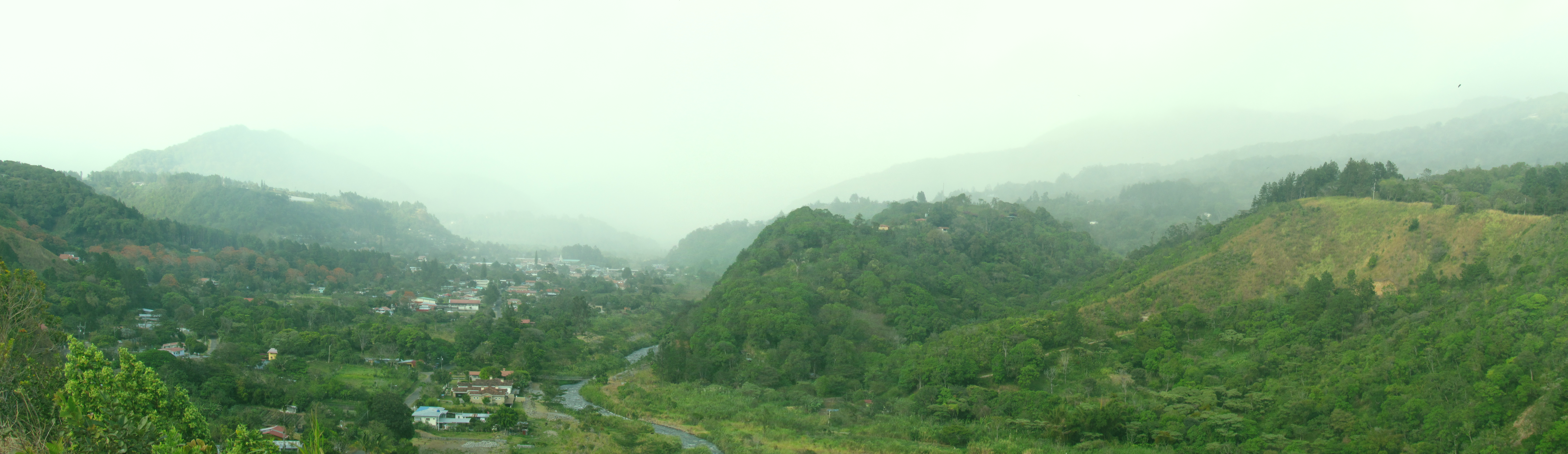
事发的巴拿马山区

克莉絲·克里莫斯（Kris Kremers）與莉莎娜·福倫（Lisanne Froon）是兩名於2014年4月1日在巴拿馬山區的El Pianista步道健行時失蹤的荷蘭女孩。經過大規模的搜索後，兩人的部分遺骨在數個月後被發現，但其死因仍無法確定。兩人與外界失去聯絡後的行蹤與死因皆引起了廣泛的猜測。

## 前往巴拿馬之前
莉莎娜·福倫，失蹤時年22，其親友形容她是一位積極、樂觀且聰明的年輕女性，而且熱愛運動，尤其是排球；而克莉絲·克里莫斯，失蹤時年21，親友形容她是一位外向、富有創意且有責任感的女孩。兩人均成長於荷蘭阿默斯福特。2013年9月，莉莎娜自代芬特爾的大學畢業，主修應用科學；而克莉絲也剛完成在烏特勒支大學的學業，主修文化社會教育，特別專攻藝術教育類科。在前往巴拿馬的數週前，莉莎娜搬往克莉絲位在阿默斯福特的宿舍與其同住，兩人也一同在一間名為「In den Kleinen Hap」的咖啡廳打工。她們存了六個月的錢，並計畫一同前往巴拿馬以學習西班牙文，同時也能為巴拿馬的當地居民做些有意義的事，例如志願教導當地孩童等。這趟旅程同時也是莉莎娜的畢業獎勵。

## 抵達巴拿馬
克莉絲與莉莎娜於2014年3月15日搭乘自阿姆斯特丹史基浦機場起飛的航班抵達巴拿馬，展開了為期六週的假期。她們先在巴拿馬境內四處觀光，隨後在2014年3月29日抵達巴拿馬的西部小鎮博克特（Boquete），並開始自願教導當地孩童一個月；在這段期間內，她們將住在當地的接待家庭內。2014年4月1日，兩人與接待家庭的寵物犬「Blue」於上午11:00左右外出健行，地點為環繞奇里基火山的叢林；她們所走的路徑可能是距離博克特不遠的Pianista小徑。兩人將外出健走的動態張貼至社群網路Facebook上。兩人入山之前曾被目擊與另外兩名顯然來自荷蘭的男子一同用早午餐。

## 失蹤與搜索
當寵物犬Blue於當日稍晚獨自回到家中時，接待家庭便察覺到了異樣。莉莎娜的父母在兩人入山不久後便未再收到來自克莉絲的WhatsApp即時訊息；此前兩人均以這款行動通訊軟體與遠在荷蘭的父母親聯繫。兩人在4月2日早上8:00與當地導遊費利西亞諾（Feliciano）有約，以便為她們導覽小徑上的風光，但兩人遲遲未出現；費利西亞諾隨即與當地語言學校的一名德國籍教師在晚間7:30左右前往警局詢問兩人的下落。他們接著前往莉莎娜與克莉絲的接待家庭，並發現兩人的個人物品皆仍留在家中，顯示兩人尚未返國。德國籍教師也曾在數個小時前致電給莉莎娜的母親迪尼（Diny Froon）詢問她莉莎娜在哪裡，而迪尼則回應「她在巴拿馬」。兩個小時後，費利西亞諾與教師返回警局通報兩人失蹤。翌日，巴拿馬國家民防系統局（Sistema Nacional de Protección Civil, SINAPROC）於早上8:00在叢林內展開區域搜索。博克特的部落居民與農民亦自發性地加入搜索行列。4月6日，兩人的父母與荷蘭警方、特種部隊、警犬單位與刑事警察一同飛抵巴拿馬，並隨即展開為期10天的大規模搜索。儘管出動了龐大的人力與物力，克莉絲與莉莎娜仍不見蹤影。兩人的父母於是提供了30,000元美金的懸賞給任何能找到兩人下落的人。

## 發現遺骨
在搜索開始約10週後，一位當地的恩加貝族（Ngäbe）女性向當局呈交了一個背包，聲稱她在其村落奧托羅梅洛（Alto Romero，位於博卡斯德爾托羅省）的河岸邊種植稻米時發現了這個背包；該地距離兩人失蹤的大陸分水嶺約有十二小時的路程。那位恩加貝族女性同時表示她很確定這個背包前天時還不在那裏。鑑識單位稍後確認那個背包就是莉莎娜出門健行時所背的藍色背包。背包內裝有兩副廉價的太陽眼鏡、83美元現金、莉莎娜的護照、一罐水壺、莉莎娜的Canon Powershot SX270相機、兩件胸罩、莉莎娜的三星Galaxy S III手機與克莉絲的iPhone 4。所有東西都完好如初且未浸水。整起案件卻在尋獲兩人的手機與相機後越發懸疑；手機紀錄顯示兩人在4月1日出發健走後幾個小時便撥打了112（荷蘭警方緊急救助電話）與911（巴拿馬緊急救助電話），顯示兩人可能遭遇了某種麻煩。

### 手機紀錄
克莉絲的手機是iPhone 4，而莉莎娜的手機則是三星Galaxy S III。在尋獲莉莎娜的背包後，兩人的手機均完好地放在背包內。調查人員在檢視手機紀錄後，發現兩人均曾以兩支手機撥打緊急救助電話。第一通電話是由克莉絲的iPhone 4在健行開始後不久的下午4:39分撥出，隨後莉莎娜的三星Galaxy S III亦於下午4:51分撥出一通電話。不過，兩人所撥出的所有電話均因收訊不良而未接通，除了一通於4月3日撥給911的電話，但該通電話在接通後一秒左右即失去訊號。4月5日上午5:00，莉莎娜的手機電力耗盡，此後未再使用。克莉絲的iPhone 4亦未再撥出任何電話，但曾多次短暫地開啟手機以搜尋訊號。4月6日後，克莉絲的iPhone 4多次被輸入錯誤的個人識別碼（PIN碼），而且使用者始終沒能輸入正確的密碼。此外，4月7日至10日之間，iPhone 4有多達77次的緊急通話紀錄。iPhone於4月11日上午10:51最後一次被開啟，並於約一個小時後的11:56關機，此後未再開啟。
| 通話日期 | iPhone 4（克莉絲）                                                              | 三星Galaxy S III（莉莎娜）                                                        |
| -------- | ------------------------------------------------------------------------------- | --------------------------------------------------------------------------------- |
| 4月1日   | 16:39 – 第一次嘗試撥打救助電話（112）                                           | 16:51 – 第一次嘗試撥打救助電話（112）                                             |
| 4月2日   | 18:14 – 第二次嘗試撥打救助電話（112）                                           | 06:58 – 第二次嘗試撥打救助電話（112） 10:53 – 第三次嘗試撥打救助電話（112 & 911） |
| 4月3日   | 09:33 – 第三次嘗試撥打救助電話（911） 16:00 – 第一次搜尋訊號                    | 13:50 – 第一次搜尋訊號 16:19 – 第二次搜尋訊號                                     |
| 4月4日   | 09:33 – 第二次搜尋訊號 13:42 – 第三次搜尋訊號                                   | 無活動                                                                            |
| 4月5日   | 10:50 – 第四次搜尋訊號 13:37 – 第五次搜尋訊號                                   | 04:50 – 第三次搜尋訊號 05:56 – 開機，電力耗盡；此後即無活動                       |
| 4月6日   | 10:26 – 第六次搜尋訊號（PIN碼輸入錯誤） 13:37 – 第七次搜尋訊號（PIN碼輸入錯誤） | --                                                                                |
| 4月11日  | 10:51 – 第八次搜尋訊號（PIN碼輸入錯誤） 11:56 – 關機；此後即無活動              | --                                                                                |

### 莉莎娜的Canon Powershot SX270相機
莉莎娜的相機於4月1日即有活動；相片顯示兩人走在一條可盡覽大陸分水嶺的小徑上，並在她們第一次撥出求助電話前的數個小時離開小徑，往叢林深處走去，但當時狀況未有任何異常。此後，莉莎娜的相機一直到4月8日才再度被使用；使用者在凌晨1:00至4:00間以每兩分鐘一張相片的速度拍攝了90張相片，地點無法辨識，但可以肯定位於叢林深處，且多數相片都是傍晚拍攝小雨紛飛。其中有幾張相片顯示兩人可能身在某條河流或河谷旁。部分較為清晰可辨的相片內容是一根樹枝的兩端綁著兩個類似紅色保險塑膠套物質放在大石頭上，以及幾張散布在岩石上的糖果包裝紙；另外一張相片則是一團看起來是衛生紙的物體與一面鏡子放在一塊岩石上，還有一張是克莉斯的後腦勺，其鬢角似乎還留有血跡。調查人員尚無法確認這些相片的意義或拍攝目的為何，可能是夜間時利用相機的閃光燈來照明，或是其他原因。

### 第二次搜索與人類遺骨的發現
在尋獲背包後，調查當局隨即沿著巴拿馬運河的支道庫萊布拉水道展開第二次搜索。兩位搜救隊中的恩加貝族女性在莉莎娜背包尋獲處數公里遠的河道東岸發現了克莉絲整齊摺好且置於岩石上的牛仔短褲。兩個月後，在更接近背包尋獲處的地方，一隻其內仍裝著腳掌的靴子與一塊盆骨在一棵樹後面被發現。接著在短時間內，多達33塊散佈在河岸的人類遺骨被發現。荷蘭的鑑識單位在經過DNA比對後，確認這些遺骨屬於克莉絲·克里莫斯與莉莎娜·福倫兩人。33塊骨頭中，28塊來自莉莎娜的左腿；靴子則是荷蘭一間公司的產品，莉莎娜左腿腳踝以下穿著襪子的腳掌仍然遺留在靴子內。盆骨則屬於克莉絲。鑑識報告亦提及，莉莎娜的遺骨上仍有皮膚殘留，克莉絲的盆骨卻似乎被漂白過。